# Nazarovói járás
A Nazarovói járás (oroszul: Назаровский район) Oroszország egyik járása a Krasznojarszki határterületen. Székhelye Nazarovo.

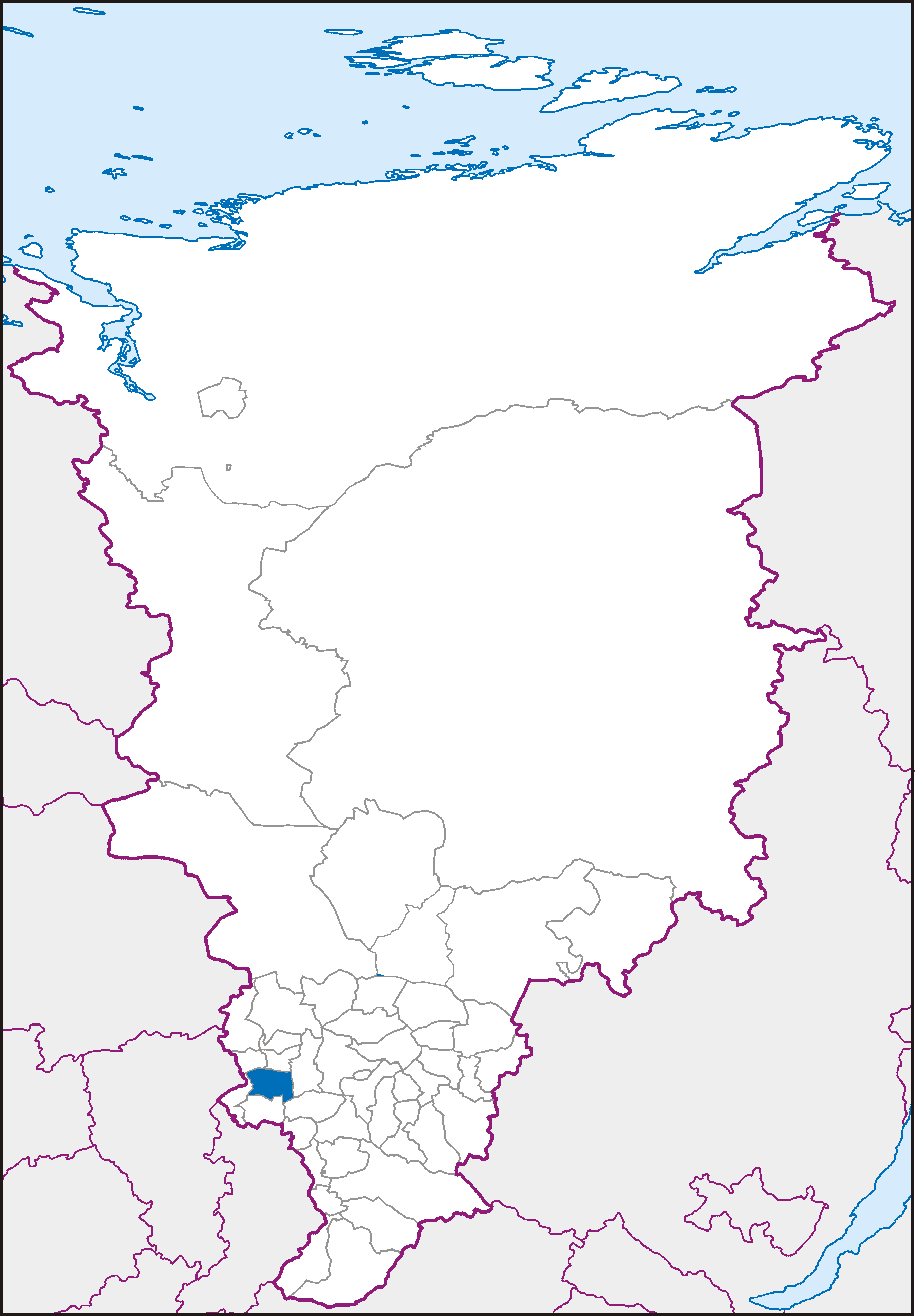
A Nazarovói járás a Krasznojarszki határterületen

## Népesség
- 2002-ben 24 265 lakosa volt.
- 2010-ben 23 544 lakosa volt.